# Timothy Gowers
William Timothy Gowers (Wiltshire, 1963. november 20. –) brit matematikus, a Cambridge-i Egyetem professzora, a Trinity College tanára.
1998-ban Fields-éremmel tüntették ki, a funkcionálanalízis és a kombinatorika kapcsolatának kutatásáért.

## Tanulmányai
Az Eton Collegeban végezte el a középiskolát. PhD-jét a Cambridge-i Egyetemen szerezte. Disszertációjának címe Szimmetrikus struktúrák Banach-terekben; témavezetője Bollobás Béla volt.